# Roger Keith Coleman
Roger Keith Coleman (1 de noviembre de 1958 - 20 de mayo de 1992) fue un minero de Grundy, condenado y ejecutado por el asesinato de su cuñada Wanda McCoy. Su caso tuvo impacto nacional y mundial por sus repetidas peticiones de clemencia , por afirmar constantemente su inocencia y su apoyo contra la pena capital. En 2006, el gobernador de Virginia, Mark Warner, anunció que la huella genética confirmó su culpabilidad.

## El crimen
Wanda McCoy, de 19 años de edad fue atacada en su casa el 10 de marzo de 1981: fue violada y asesinada. Había evidencia que su agresor era conocido por ella al haberle permitido ingresar a su hogar. El minero Roger Coleman, esposo de la hermana de Wanda, fue señalado como principal sospechoso. Una huella digital fue encontrada en la puerta principal y varias manchas de sangre en el interior de la casa, además manchas de sangre del mismo tipo de Wanda fueron encontradas en los pantalones de Coleman.

## El caso
Coleman fue condenado por violación y homicidio de McCoy en 1982.
La parte acusadora fue llevado por el fiscal Michael McGlothlin, quien afirmó que:
- La falta de uso de fuerza por parte de McCoy demostraba que conocía a su victimario.
- Coleman ya había sido condenado antes por violación.
- Un pelo en el cuerpo de McCoy era similar al de Coleman.
- Las manchas de sangre en los pantalones de Coleman era de mismo tipo de McCoy.
- Un compañero de celda de Coleman afirmó que éste le había confesado su crimen.

La defensa de sostuvo que :
- Había evidencia de entrada forzada (huellas en la puerta)
- Pruebas de ADN en el semen hallado en el cuerpo de la víctima implicaban a más de un agresor.
- La víctima mostraba diversas heridas en su cuerpo, contrario a lo afirmado por los acusadores.
- Coleman afirmaba tener testigos.

## Apelaciones
Coleman apeló a la Suprema Corte de Virginia varias veces y se le denegó.

## Petición federal paraHabeas corpus
Después de lo anterior Coleman peticionó a la Corte de Distrito de los Estados Unidos para el Distrito del Oeste de Virginia para un escrito de habeas corpus. Sin embargo las cortes federales son incompetentes en asuntos estatales.

## Controversia y ejecución
En 1990, nuevas pruebas genéticas confirmaron la culpabilidad del acusado ya que el tipo de sangre corresponde el 2% de la población y otros factores reducen esto a un 0.2%. 
En el corredor de la muerte, las declaraciones de inocencia de Coleman tuvieron eco internacional. La revista “Time” en una de sus ediciones puso una fotografía de Coleman sentado y frases escritas que hablaban de su posible inocencia. Por otro lado Reader’s Digest lanzó un artículo haciendo hincapié en su culpabilidad. El gobernador de Virginia recibió 13,000 llamadas y cartas de todo el mundo para pedir clemencia. Se le hizo una prueba de polígrafo de última hora al acusado la cual no pasó (la defensa argumentó que se encontraba demasiado nervioso). El último alimento de Coleman fue pizza fría misma que compartió con James McCloskey, quien trabajó en la parte de la defensa.
El 20 de mayo de 1992, Roger Keith Coleman fue ejecutado en la silla eléctrica. En el momento que estaba siendo sujetado a la silla sus últimas palabras fueron: “”Un hombre inocente va a ser asesinado esta noche. Cuando mi inocencia es probada, espero que los Estados Unidos comprendan la injusticia de la pena capital como otros países civilizados lo han hecho”., 
En 1998, John C. Tucker, abogado de Chicago, public el libro May God Have Mercy (SBN 0-385-33294-7) sobre los esfuerzos por salvar a Coleman.

## Evidencias posteriores
Se hizo una petición de reexaminar la prueba de ADN fue reexaminada en 2000, la cual fue inicialmente rechazada en 2002 por la Suprema Corte, pero en 2006 el gobernador Mark Warner aceptó enviándola a un centro forense en Toronto. Los resultados confirmaron la culpabilidad de Coleman con un error de 1 entre 19,000,000.

## Importancia del caso
El caso Coleman fue el segundo en la historia del país en que la huella genética fue examinada después de la ejecución del reo.